# Sztrajmł

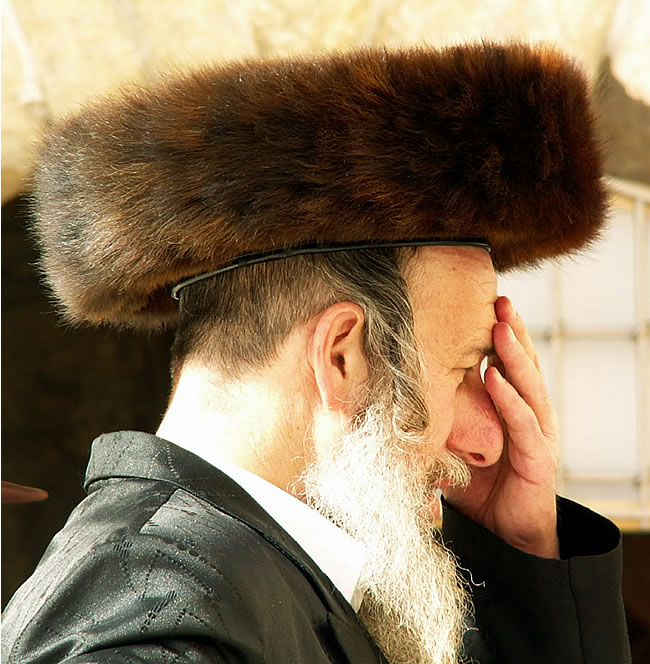
Chasydzki żyd w sztrajmlu podczas modlitwy przy Ścianie Płaczu

Sztrajmł (jid. ‏שטרײַמל‎; także: sztrajml, sztrejmeł, sztrajmel) – futrzana czapka (zwana również lisiurką) noszona przeważnie przez chasydów podczas szabasu oraz świąt .
Żydowski sztrajmł wywodzi się od staropolskiego stroju szlacheckiego .